# A Warrior’s Call
A Warrior’s Call ist ein Lied der dänischen Heavy-Metal-/Rockabilly-Band Volbeat. Die Band schrieb das Lied als Einmarschmusik für den dänischen Boxer Mikkel Kessler.

## Entstehung
Das Lied wurde im November 2009 in den Hansen Studios in der dänischen Stadt Ribe aufgenommen. Text und Musik wurden vom Sänger und Gitarristen Michael Poulsen geschrieben. Produziert wurde das Album von Jacob Hansen. Als Gastsänger trat Mikkel Kessler auf.
Das Lied entstand, als Kessler anlässlich seiner Einladung zum Super-Six-World-Boxing-Classic-Turnier die Band Volbeat bat, ein neues Einmarschlied für ihn zu schreiben. Zuvor verwendete Kessler andere Lieder von Volbeat, wie z. B. „Find that Soul“. Volbeat-Sänger Poulsen sagte sofort zu.

„Ich bin ein großer Boxfan und ich habe Kessler über die Jahre genau verfolgt. Es ist eine große Ehre, ihn auf diese Art und Weise zu unterstützen und ein Teil von einem der größten Boxevents zu sein.“

Am 21. November 2009 traf Kessler in seinem ersten Kampf des Turniers in Oakland auf Andre Ward. Gleichzeitig stellte die Band das Lied zum kostenfreien Download zur Verfügung und es wurde ein Making-of-Video online gestellt. „A Warrior’s Call“ ist auf dem vierten Volbeat-Album Beyond Hell / Above Heaven, welches am 10. September 2010 veröffentlicht wurde, zu hören. Außerdem wird das Lied als B-Seite der Single „Fallen“ verwendet.
Bei einem Konzert in der niederländischen Stadt Tilburg am 29. November 2009 wurde „A Warrior’s Call“ zum ersten Mal live gespielt. Während die Band das Lied spielte kollabierte Poulsen und musste in einem Krankenhaus behandelt werden. Die Ärzte stellten Grippe-ähnliche Symptome fest, die Poulsen während der Tournee verschleppte. Poulsen musste nach dem Vorfall einige Tage pausieren.

## Rezeption
Artie Lange vom Onlinemagazin Gears of Rock beschrieb „A Warrior’s Call“ als ein „unvergessliches Stadionlied, welches für jede Art von Wettkampf passend ist“. Frank Albrecht vom deutschen Magazin Rock Hard beschrieb das Lied als „eine perfekte Recycling-Nummer, bei der man wirklich alle Volbeat-Trademarks finden kann“. Marc Halupczok vom deutschen Magazin Metal Hammer beschrieb das Lied als „gut, aber im Kontext zu den anderen Liedern des kommenden Albums zu gewöhnlich“.

## Auszeichnungen für Musikverkäufe
| Land/Region               | Auszeichnungen für Musikverkäufe (Land/Region, Auszeichnung, Verkäufe) | Verkäufe  |
| ------------------------- | ---------------------------------------------------------------------- | --------- |
| Dänemark (IFPI)           | Gold                                                                   | 45.000    |
| Kanada (MC)               | 2× Platin                                                              | 160.000   |
| Österreich (IFPI)         | Gold                                                                   | 15.000    |
| Schweden (IFPI)           | Platin                                                                 | 80.000    |
| Vereinigte Staaten (RIAA) | Platin                                                                 | 1.000.000 |
| Insgesamt                 | 2× Gold · 4× Platin ·                                                  | 1.300.000 |